# Капітан Америка 2
«Капітан Америка 2: Занадто швидка смерть» (англ. Captain America II: Death Too Soon) — американський телевізійний фільм-бойовик 1979 року.

## Сюжет
Генерал Мігель, революціонер-терорист, викрадає професора Яна Ілсона, використовуючи його, щоб отримати формулу, яка прискорює процес старіння. Мігель загрожує розпорошити хімікат над містом, у разі якщо йому не заплатять викуп у кілька мільйонів доларів. На пошуки вченого і боротьбу з генералом вирушає Стів Роджерс, він же Капітан Америка.

## У ролях
| Актор             | Роль                           |
| ----------------- | ------------------------------ |
| Реб Браун         | Капітан Америка / Стів Роджерс |
| Конні Селлекка    | доктор Венді Дей               |
| Лен Бірман        | доктор Симон Міллс             |
| Крістофер Лі      | Мігель                         |
| Кетрін Джастіс    | Гелен Мур                      |
| Крістофер Кері    | професор Ян Ілсон              |
| Вільям Лаккінг    | Стейдер                        |
| Стенлі Кемел      | Крамер                         |
| Кен Своффорд      | Еверетт Блісс                  |
| Лана Вуд          | Іоланда                        |
| Артур Розенберг   | доктор                         |
| Вільям Мімс       | доктор Джей Бреннер            |
| Алекс Хайд-Вайт   | молодий чоловік                |
| Лашелль Чемберлен | дівчина                        |
| Сьюзен Френч      | місіс Шоу                      |
| Джон Валдрон      | Пітер Мур                      |
| Тімоті О'Хаган    | Кел                            |